# آنیکسوسور
آنیکسوسور (نام علمی: Aniksosaurus darwini) نام یک گونه از راسته خزنده‌کفلان است.